# 406

## Nașteri
- Petru Crisologul, episcop al arhidiocezei de Ravenna și  sfânt în Biserica Catolică (d. 450)

## Decese
- 23 august: Radagaisus  (n. ?)
- dată necunoscută: Alban de Mainz martir creștin (n. ?)